# Ellembelle District
Koordinaten: 4° 58′ N, 2° 19′ W
Der Ellembelle District ist einer der 14 Distrikte der Western Region im Südwesten Ghanas. Er entstand 2008 durch die Abspaltung vom Nzema East Distrikt. Dieser grenzt im Osten, der Amenfi Central District und der Amenfi West District im Norden und der Jomoro District im Westen an Ellembelle. Im Süden des Distriktes gibt es 70 km Sandstrand am Golf von Guinea.
Das Klima des Distriktes wird als äquatoriales Monsunklima bezeichnet. Es ist gekennzeichnet durch zwei Regenzeiten, die März – Juli und September – November auftreten. Die Jahresdurchschnittstemperatur ist 29 °C. Der nördliche Teil des Distriktes ist tropischer Regenwald. Es gibt drei Landschaftsschutzgebiet: Draw River Reserve, Shelter Forest Reserve und Ndumfri Forest Reserve. Die Entwässerung des welligen Distriktgebietes erfolgt vorwiegend über das Flusssystem des Ankobra.
Im Distrikt lebten zum Zeitpunkt der Volksbefragung von 2021 120.893 Menschen, davon 33.918 in Städten und 86.975 im ländlichen Bereich. Die mittlere Siedlungsdichte betrug 124 Personen/km². Der Hauptteil der Bevölkerung wohnt im Küstenteil des Distriktes entlang der Nationalstraße N1.